# Lyrikkanonen
Lyrikkanonen er et dansk digterfællesskab, etableret 2003. Fra 2005 lanceret under navnet Andersen & Nielsens Lyrikkanon.
Lyrikkanonen har stået bag 14 shows på spillestedet Stengade 30 under navnet Lyrikkanonens Vild West Bøffel Sjow. Arrangementerne blev gæstet af musikere som Kenneth Thordal, Tobias Trier, Olesen-Olesen og Tue West og forfattere som Lars Bukdahl, Naja Marie Aidt, Peter Poulsen og Marianne Larsen.
På Roskilde Festivalen 2004 og 2005 optrådte Lyrikkanonen i Spoken Word-teltet. Digterfællesskabet har desuden optrådt i den københavnske metro, til fejringen af 200-året for H.C. Andersens fødsel og Dan Turèlls 60-årsdag, samt på en lang række uddannelsesinstitutioner. 
Lyrikkanonens besætningen har gennem tiden været skiftende. Gruppen bestod fra starten af Frederik Bjerre Andersen, Claus Høxbroe, Cecilie Barner Mathiasen, Karin Toft og Mads Jarler. Toft udtrådte af digterfællesskabet i midten af 2003, og i hendes sted blev Jonathan Nielsen en del af kvintetten. I foråret 2004 forlod Jarler Lyrikkanonen og gav dermed plads til digteren Anita Egelund.
Siden sommeren 2005 har Lyrikkanonen fungeret som duo, bestående af Frederik Bjerre Andersen og Jonathan Nielsen, under navnet Andersen & Nielsens Lyrikkanon

## Eksterne links
- Lyrikkanonens hjemmeside Arkiveret 10. september 2015 hos  Wayback Machine
- 99 Linier Arkiveret 11. marts 2007 hos  Wayback Machine